# Saint-Hippolyte (Alto Reno)
Saint-Hippolyte é uma comuna francesa na região administrativa de Grande Leste, no departamento Alto Reno. Estende-se por uma área de 17,97 km². Em 2010 a comuna tinha 1 019 habitantes (densidade: 56,7 hab./km²).